# NKX3-1
NKX3-1 (англ. NK3 homeobox 1) – білок, який кодується однойменним геном, розташованим у людей на короткому плечі 8-ї хромосоми. Довжина поліпептидного ланцюга білка становить 234 амінокислот, а молекулярна маса — 26 350.
| 10         |  | 20         |  | 30         |  | 40         |  | 50         |
| ---------- |  | ---------- |  | ---------- |  | ---------- |  | ---------- |
| MLRVPEPRPG |  | EAKAEGAAPP |  | TPSKPLTSFL |  | IQDILRDGAQ |  | RQGGRTSSQR |
| QRDPEPEPEP |  | EPEGGRSRAG |  | AQNDQLSTGP |  | RAAPEEAETL |  | AETEPERHLG |
| SYLLDSENTS |  | GALPRLPQTP |  | KQPQKRSRAA |  | FSHTQVIELE |  | RKFSHQKYLS |
| APERAHLAKN |  | LKLTETQVKI |  | WFQNRRYKTK |  | RKQLSSELGD |  | LEKHSSLPAL |
| KEEAFSRASL |  | VSVYNSYPYY |  | PYLYCVGSWS |  | PAFW       |  |            |

A: Аланін

C: Цистеїн

D: Аспарагінова кислота

E: Глутамінова кислота

F: Фенілаланін

G: Гліцин

H: Гістидин

I: Ізолейцин

K: Лізин

L: Лейцин

M: Метіонін

N: Аспарагін

P: Пролін

Q: Глутамін

R: Аргінін

S: Серин

T: Треонін

V: Валін

W: Триптофан

Кодований геном білок за функцією належить до репресорів. 
Задіяний у таких біологічних процесах, як транскрипція, регуляція транскрипції, альтернативний сплайсинг. 
Білок має сайт для зв'язування з ДНК. 
Локалізований у ядрі.